# Ligne (Belgique)
Pour les articles homonymes, voir Ligne.
Ligne (en picard Lin) est une section de la ville belge d'Ath située en Wallonie picarde dans la province de Hainaut.
C'était une commune à part entière avant la fusion des communes de 1977.
Ce gros bourg se trouve au bord de la Dendre occidentale, à cinq kilomètres à l’ouest de la ville d’Ath.

## Étymologie
Le nom du village vient du latin Linea. Cette linea désignait probablement la voie romaine Bavay-Gand qui le traversait du sud au nord.

## Géographie
- Le village est traversé d'est en ouest par la Nationale 7 reliant Bruxelles à Tournai, par le réseau ferroviaire reliant les deux même villes et par la Dendre occidentale.
- Le village se trouve sur le tracé de l'ancienne chaussée romaine Bavai-Blicquy-Velzeke, aujourd'hui signalée dans le cadre du projet Viae Romanae.
- Le village comprend de nombreux hameaux : La Chaussée, Brocq, Foucaumont, Saint-Antoine, le Douaire, le Mahieu, Les Bois, le Chat, Picolombe, La Ruelle, l’Epinette, Tat, le Maillet, Vieux-Pont, le Tordoir, Récollettes, Le But.

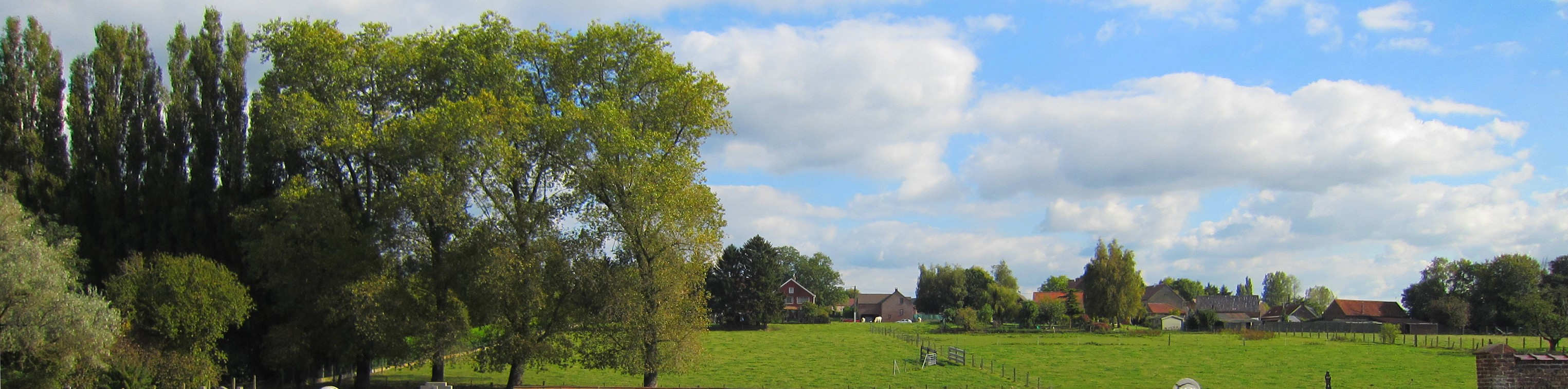
Ligne?

### Situation
- Au nord : commune d'Ath (sections d'Houtaing et Villers-Saint-Amand).
- Au sud : commune d'Ath (section de Moulbaix).
- À l'est : commune d'Ath (sections de Villers-Saint-Amand et de Villers-Notre-Dame).
- À l'ouest : commune de Leuze-en-Hainaut (sections de Blicquy, de Chapelle-à-Wattines et de Grandmetz).

### Hydrographie
- La Dendre occidentale qui prend sa source à Barry et se jette à Ath dans la Dendre orientale
- Plusieurs rus (ou ‘rieux’): rieu Saint Jean (prend sa source au Foucaumont), rieu Tardin (venant d'Ormeignies et de Moulbaix), rieu de la Fontaine Saint-Pierre (prend sa source dans le Bois du Carmoi et marque la limite entre Chapelle-à-Wattines et Grandmetz d'une part, et Houtaing et Ligne d'autre part), rieu de Willaufosse, qui prend sa source au lieu-dit "Tombelin".

## Évolution démographique
- Sources : INS, Rem. : 1831 jusqu'en 1970 = recensements, 1976 = nombre d'habitants au 31 décembre.

## Éléments d’histoire
Le castrum de Ligne est cité en 1020.  En 1867 des vestiges en étaient encore visibles près de la ferme Carlier-Lienard. Incendié le 30 mars 1487 par les troupes françaises, il ne se releva plus que comme exploitation agricole.
L'autel de Ligne’ (c’est-à-dire la gestion de la paroisse avec ses revenus) fut confié à l'abbaye de Liessies en 1142 par l'évêque de Cambrai, Nicolas de Chièvres, possession qui fut confirmée en 1180 par le pape Alexandre III. Canoniquement la paroisse de Ligne relevait de l’archidoyenné de Brabant et au décanat de Chièvres. En 1803, elle passa dans le doyenné de Leuze. 
En 1798, des habitants de Ligne figuraient dans les bandes de ruraux insurgés contre la conscription et conduites par Simon Delbarre, fils du directeur de la poste aux chevaux de Renaix. Elles furent réprimées par la gendarmerie et les volontaires d'Ath.
Le chemin de fer fait son apparition en 1847 à Ligne qui est dotée d'une gare l'année suivante, sur la ligne de Tournai à Ath et Jurbise, dotée d'une extension vers Bruxelles en 1866. Remplacé par un nouvel édifice après 14-18, le bâtiment de la gare a depuis été détruit ; la place de la gare rue de la Brasserie sert de parking et accueille un arrêt de bus (Ligne Gare).

### La Maison de Ligne
La Maison de Ligne est l'une des plus anciennes familles nobiliaires de Belgique. Le château de Ligne est déjà mentionné en 1020. La famille est anoblie (‘Barons’) en 1180. Elle devient comtale en 1545 et princière en 1601. Ligne n’a plus de château :  Belœil est aujourd’hui considéré comme le siège de la famille. 

## Patrimoine et culture

### Patrimoine architectural
- L’église Notre-Dame-de-la-Visitation. Placée sous la protection de la Vierge-Marie l’ancienne église datait du XIVe siècle et contenait les sépultures de divers membres de la famille de Ligne dans une chapelle aujourd'hui disparue. Restent les gisants de Jean II de Ligne et de son épouse, décédés respectivement en 1442 et 1435. L’église fut reconstruite (1873) en style néo-roman avec briques et grès de Grandglise et soubassement en pierres de Tournai. Le beau mobilier intérieur est fait de chêne.
- De nombreuses chapelles sont encore présentes dans le village : chapelle Saint-Antoine Ermite (rue de Saint-Antoine), la chapelle Notre-Dame-des-Sept-Douleurs (rue des Pêcheries), la chapelle de la Sainte-Vierge (chemin du Breuil) et une chapelle Notre-Dame de Beauraing (rue de la Brasserie).
- Quelques fermes anciennes, datant des XVIIIe et XIXe siècles, existent encore.

### Culture

#### Ducasses et fêtes

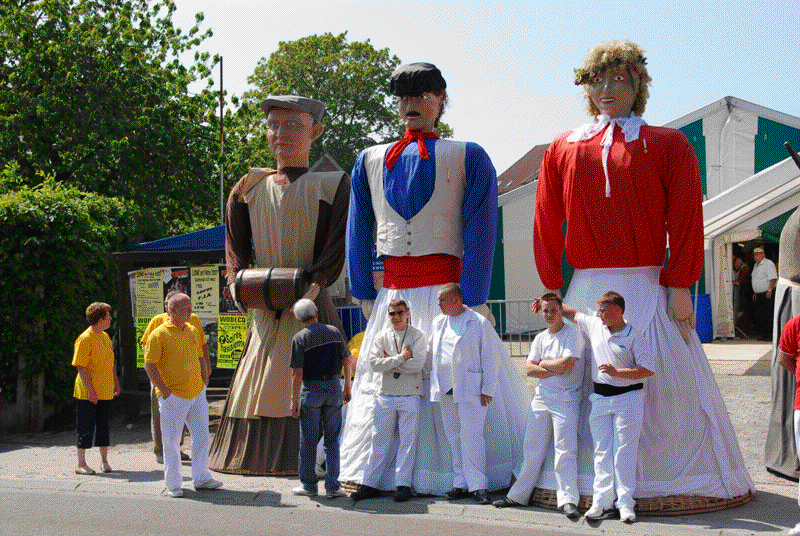
La ducasse.

- Une ducasse annuelle ('Ligne en fête') est organisée le premier week-end de mai par l'association locale « Arts & Loisirs ».
- Le comité « Les Brasseu d’Lin », ont fait naître, en 2005, un géant « Eul’ Brasseu » (un brasseur) en référence à un ancien ouvrier ayant travaillé à la brasserie du Lion. « Eul’ Brasseu » participe aux processions des festivités du village et dans les autres communes de l’entité d’Ath et des environs.
- Le comité "Arts & Loisirs" organise début juillet un tournoi de billard à l'école communale.
- La "Royale Union des Fanfares Ste Cécile" de Moulbaix-Ligne est très active au sein de l'entité athoise et des environs, et notamment lors de la ducasse d'Ath avec Samson.

## Économie

### Ressources agricoles
Les ressources du village étaient essentiellement agricoles. La culture produit des céréales, des fourrages, des betteraves, du colza, du lin, des pommes de terre, des légumes et peu de fruits. On y élevait des chevaux pour l'agriculture, des bêtes à cornes et des moutons. 
En 1830, la toilerie était prospère. Le village avait un moulin, deux brasseries (voir ci-dessous), une distillerie, une blanchisserie de toiles. En 1838, une sucrerie, dotée d'un moulin à vapeur, employait 132 ouvriers et divers métiers ruraux y prospéraient. En 1900, 150 salariés travaillaient dans une tuilerie, une saboterie, une sucrerie, une brasserie, une menuiserie, tandis que divers artisans poursuivaient leur pratique.
On a assisté depuis plus d'un siècle au morcellement des exploitations. En 1900, plus de la moitié de la population vivait de l'agriculture; en 1950, moins d'un tiers seulement. 
En 1937, une briqueterie, une faïencerie, une brasserie et une scierie maintenaient un niveau d’emploi encore respectable. En 1947, toutes ces industries avaient disparu, 213 Lignois travaillaient encore dans la commune, mais 152 œuvraient à l'extérieur dans l'industrie ou les services.

### LaBrasserie Saisonde Ligne
- Brasserie Auguste de 1892 à 1910.

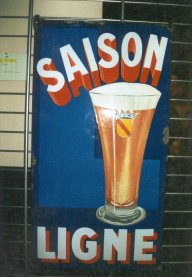
Drapeau de la bière Saison

- Brasserie G. Gorlait-Moussel "Brasserie de Ligne" de 1910 à 1914.
- G. Horlait et C. Dubrule "Brasserie de l'Alliance" de 1914 à 1925.
- Horlait "Brasserie de l'Alliance" de 1925 à 1929.
- Brasserie de Ligne SA (Horlait) de 1929 à 1940.
- Grande Brasserie du Lion Tournai, succursale à Ligne, S.A. de 1940 à 1969, date de fermeture.

## Sports et loisirs

### Sports
- Balle pelote basque (équipe: Le Fronton de Ligne).
- Jeu de balle (équipe: Ligne Brasserie).
- Cercle équestre "Les Randonneurs".
- Passage du Tour de France 2010 le mardi 6 juillet en provenance de Moulbaix (rue du Chasteleer) et en direction de Leuze (N7), dans l'étape Wanze-Arenberg-Portes du Hainaut, ayant vu la victoire du Norvégien Thor Hushovd.
- Nouveau passage du Tour de France (2e étape du Tour de France 2012) le 2 juillet, le long de la N7 dans l'étape Visé-Tournai.

## Aménagements récents du territoire
- À la suite de l'inondation de 2002 (précédée par de nombreuses autres), des dispositions furent prises en 2004.  Des lagunes (c’est-à-dire des étangs, bassins d'orages) pourront emmagasiner plus de 15000 litres d'eau.  Ces étangs se déverseront progressivement dans le ru Saint-Jean qui traverse le village. De plus, certains agriculteurs du village aménageront des tournières, c'est-à-dire des espaces herbeux de ± 20 à 30 m de large qui sont financées par la ville et installée pour un minimum de trois ans. Ces aires enherbées filtrent les eaux chargées de boue et ralentissent l'évacuation des eaux.

- En 2002, nouveau tracé d'une ligne de haute tension de 150 kV entre Chapelle-à-Wattines et le poste de Ligne (plan de secteur de Tournai-Leuze-Peruwelz), inscription d'un projet de raccordement au poste de Ligne (commune d'Ath) du projet de ligne électrique H.T. 70 kV subsistant entre les communes d'Ath (Ligne) et de Lessines (Deux-Acren) (plan de secteur Ath-Lessines-Enghien).

## Anecdotes
- On dit des habitants de Ligne : «Les gins de Lin sont si malins qu'ils vont quère el iau aveuc un kertain» (Les gens de Ligne sont si malins qu'ils vont chercher l'eau avec un panier en osier).
- Extrait de "la Revue de la Presse" du n°151, 6 septembre 1918.  'La Belgique héroïque et Vaillante' - 'A Tournai'. Témoignage du Général-major Frantz, de l'armée belge (recueilli par le Baron C. Buffin, récit de Combattants) : « J'arrive à la veille de notre retraite de Tournai, c'est-à-dire au 30 septembre 1914. Ce jour-là, d'après mes renseignements, des troupes de toutes armes, évaluées à 10 ou 15,000 hommes, avaient atteint Ath et avaient poussé dans l'après-midi leurs avant- postes à Ligne, presque à moitié chemin de Leuze. Nous devions par conséquent nous attendre à être attaqués le lendemain. J'adressai un appel de secours au lieutenant- général Clooten, qui m'envoya une centaine de volontaires d'Eeklo, dont l'instruction était assez rudimentaire, mais qui étaient animés d'un excellent esprit (...)A minuit, le lieutenant Gérard vint m'annoncer qu'il avait poussé au-delà de Ligne et avait réussi son coup de main hardi. Grâce à cette audacieuse expédition, les premières patrouilles de uhlans ne se présentèrent à Tournai que vers la fin de la matinée du lendemain. »